# Colruyt (supermarché)
Pour les articles homonymes, voir Colruyt.
Colruyt est une chaîne de supermarchés d'origine belge fondée par Franz Colruyt à Lembecq. Elle fait partie du Colruyt Group, entreprise familiale belge multinationale de la grande distribution qui a évolué à partir des supermarchés Colruyt. L'entreprise est aussi très réputée pour ses prix attractifs.

## Histoire

### Débuts
En 1928, Franz Colruyt, boulanger à Lembecq, crée son commerce de gros en denrées coloniales (café, épices, etc.). Il approvisionne les épiciers détaillants de la région. Ses activités s'étendent ensuite à la région bruxelloise[réf. souhaitée].
En 1950, est fondée la S.A. Ets Franz Colruyt, grossiste en alimentation. En 1953, l’enseigne Boni, spécialisée dans la livraison aux épiciers indépendants affiliés est créée. En 1958, Jo Colruyt et ses frères prennent la direction de l'entreprise, qui livre déjà des produits alimentaires à plus de 800 commerçants indépendants[réf. nécessaire].

### Les magasinshard-discount
En 1965, le premier magasin hard-discount ouvre à Bruxelles sous le nom de Discount. En 1976, les magasins Discount sont baptisés Colruyt[réf. nécessaire]. En 1977, la Colruyt S.A. est introduite en bourse. En 1984, Colruyt crée la centrale de traitement de viande Vlevico (Vlees Viande Colruyt). En 1994, Jo Colruyt meurt. Sa succession est assurée par son fils Jef Colruyt.
En 1997, après l'acquisition de la totalité des actions du groupe de distribution français Ripotot, le Groupe Colruyt ouvre un magasin Colruyt en France à Pontarlier. En 2000, Collect&Go propose la totalité des produits alimentaires de Colruyt sur Internet. En 2012, Colruyt ouvre son premier magasin basse énergie près de Namur à Wépion[réf. nécessaire]. En 2013, Colruyt quitte le groupement d'achat Coopernic, et fonde CORE, avec Conad (Italie), Coop Group (Suisse) et REWE Group (Allemagne). Au 1er janvier 2018, 240 magasins étaient présents en Belgique, 79 en France majoritairement dans l’est de la France et quatre au Grand-duché de Luxembourg.
Dans la plupart de ses magasins, l'enseigne présente un système de caisses très différent de celui des autres magasins : les caissiers déplacent eux-mêmes les produits d’un premier caddy à un second en scannant les produits, au lieu d'utiliser un tapis roulant comme les caisses traditionnelles.

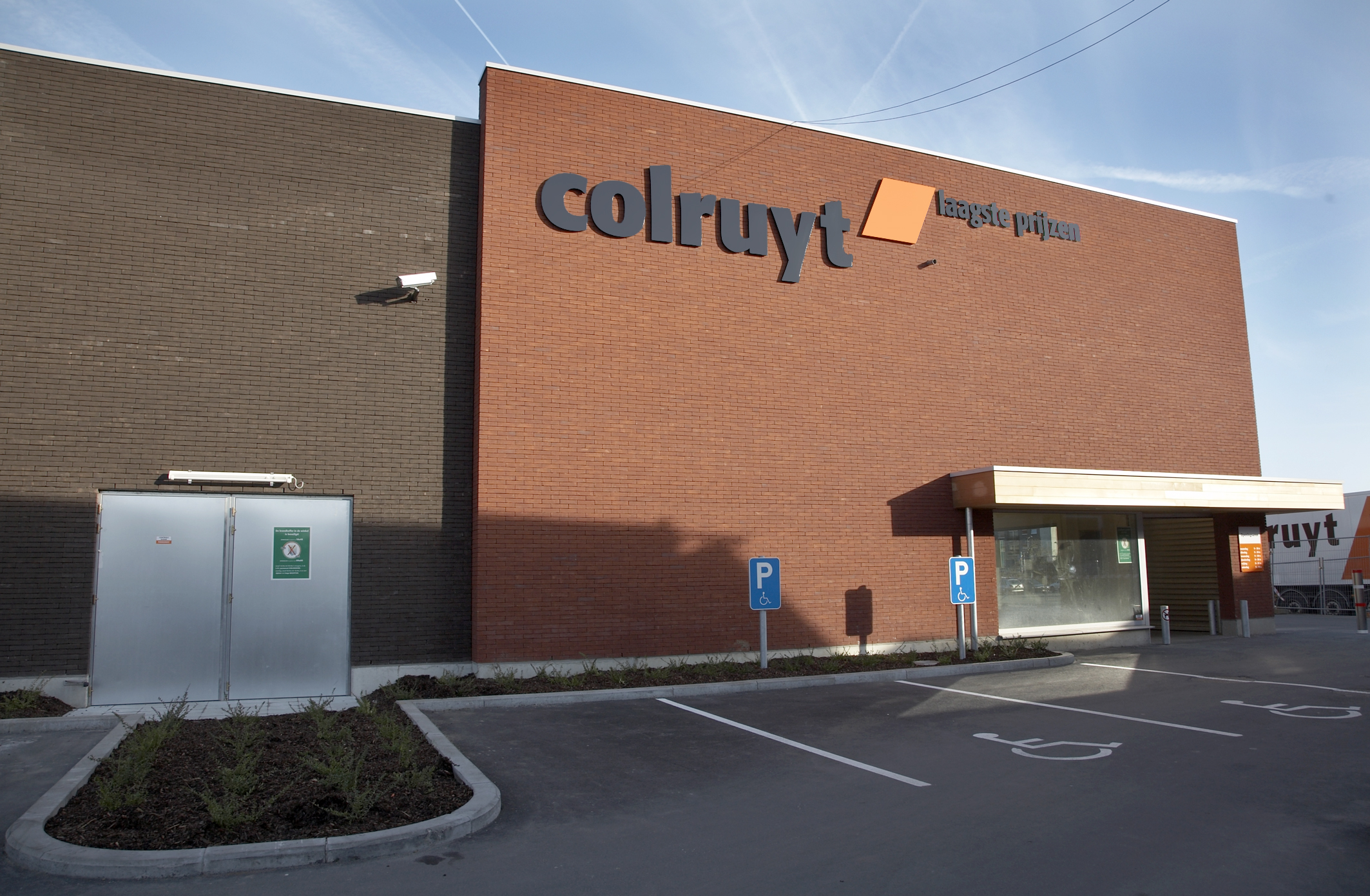
Supermarché Colruyt de Ninove en Flandre-Orientale, en Belgique.
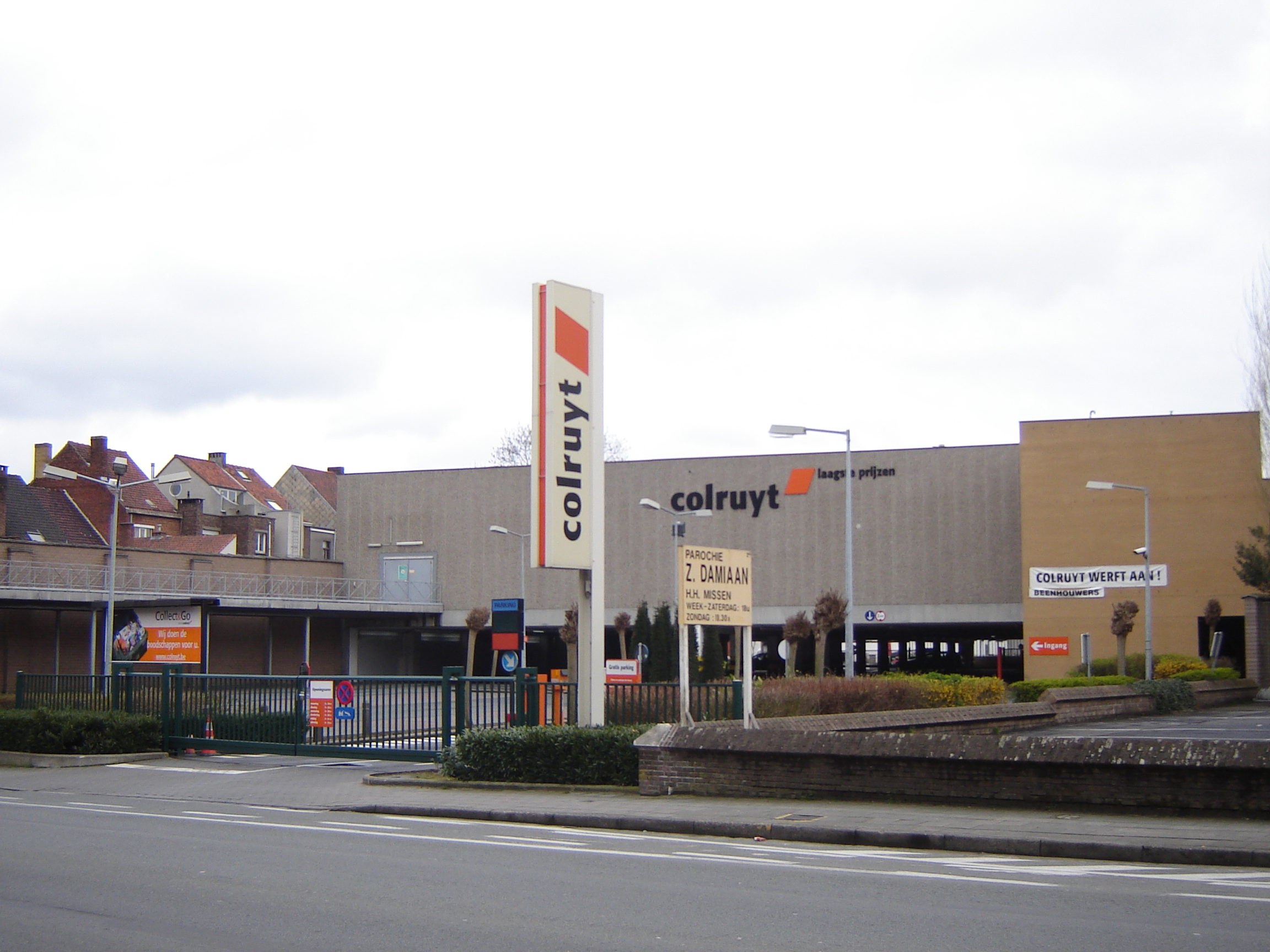
Supermarché Colruyt à Courtrai en Flandre-Occidentale, en Belgique.
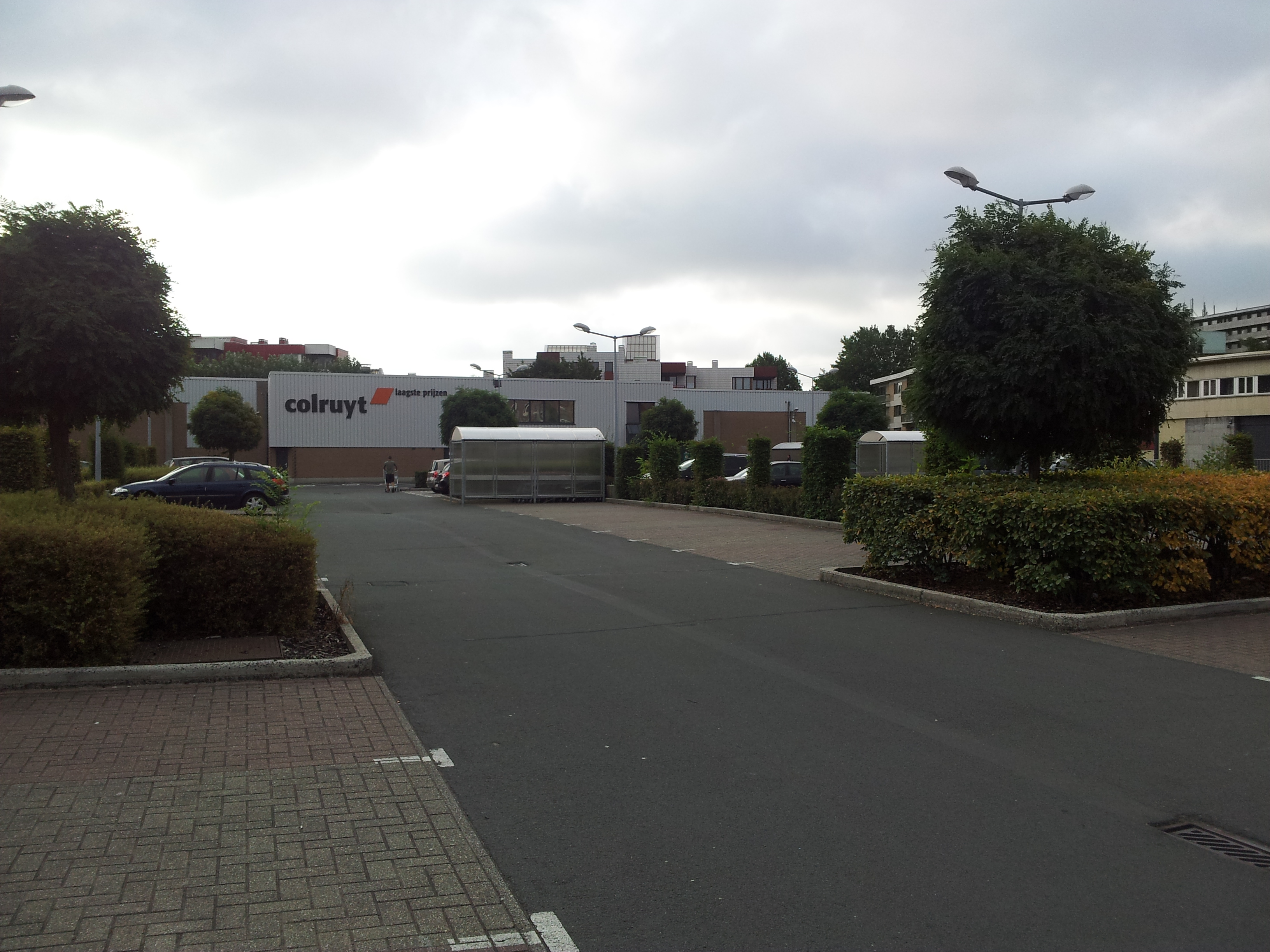
Supermarché Colruyt de Vilvorde dans la province du Brabant Flamand en Belgique.
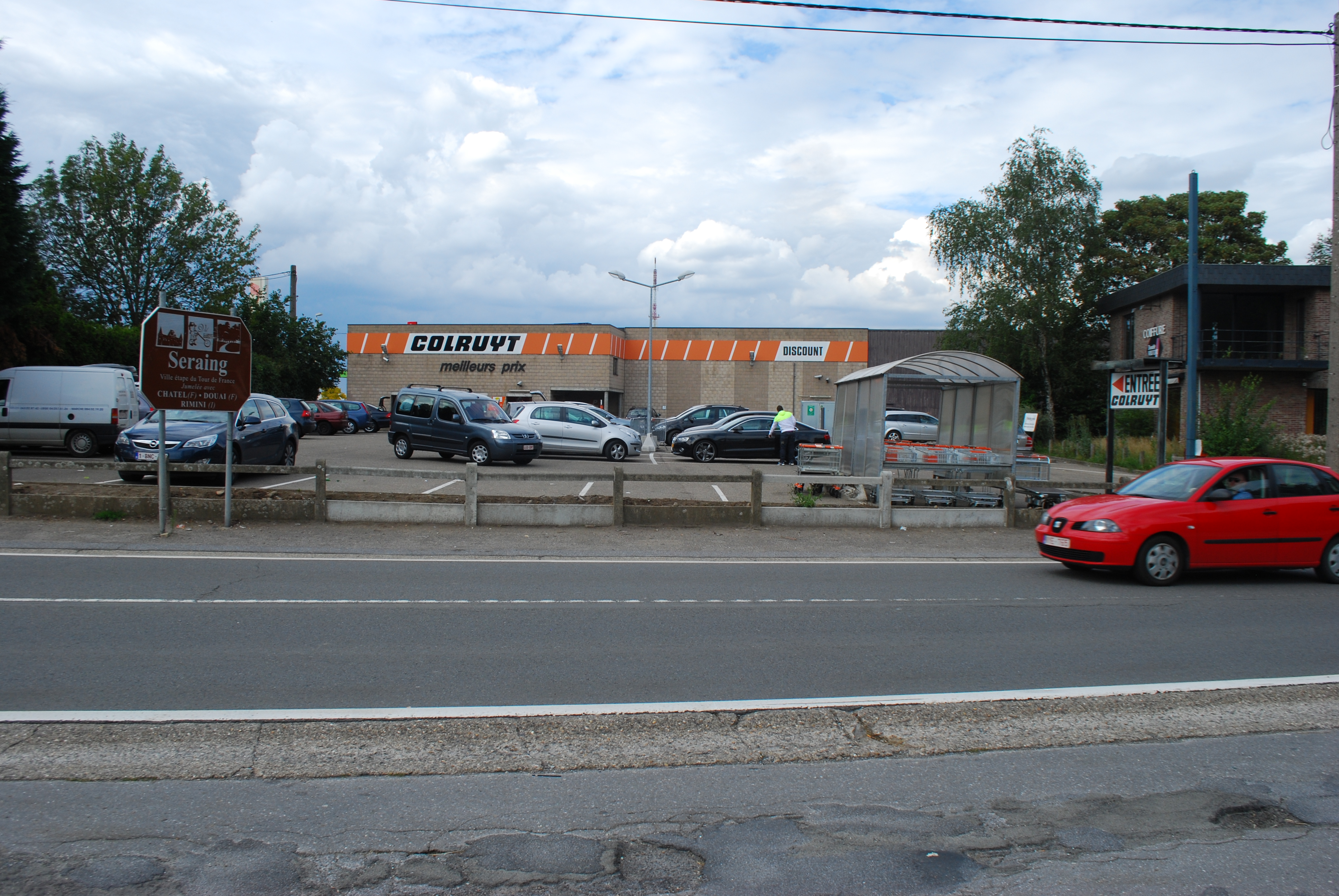
Supermarché Colruyt de Boncelles dans la province de Liège en Belgique arborant l'ancien logo de l'enseigne.
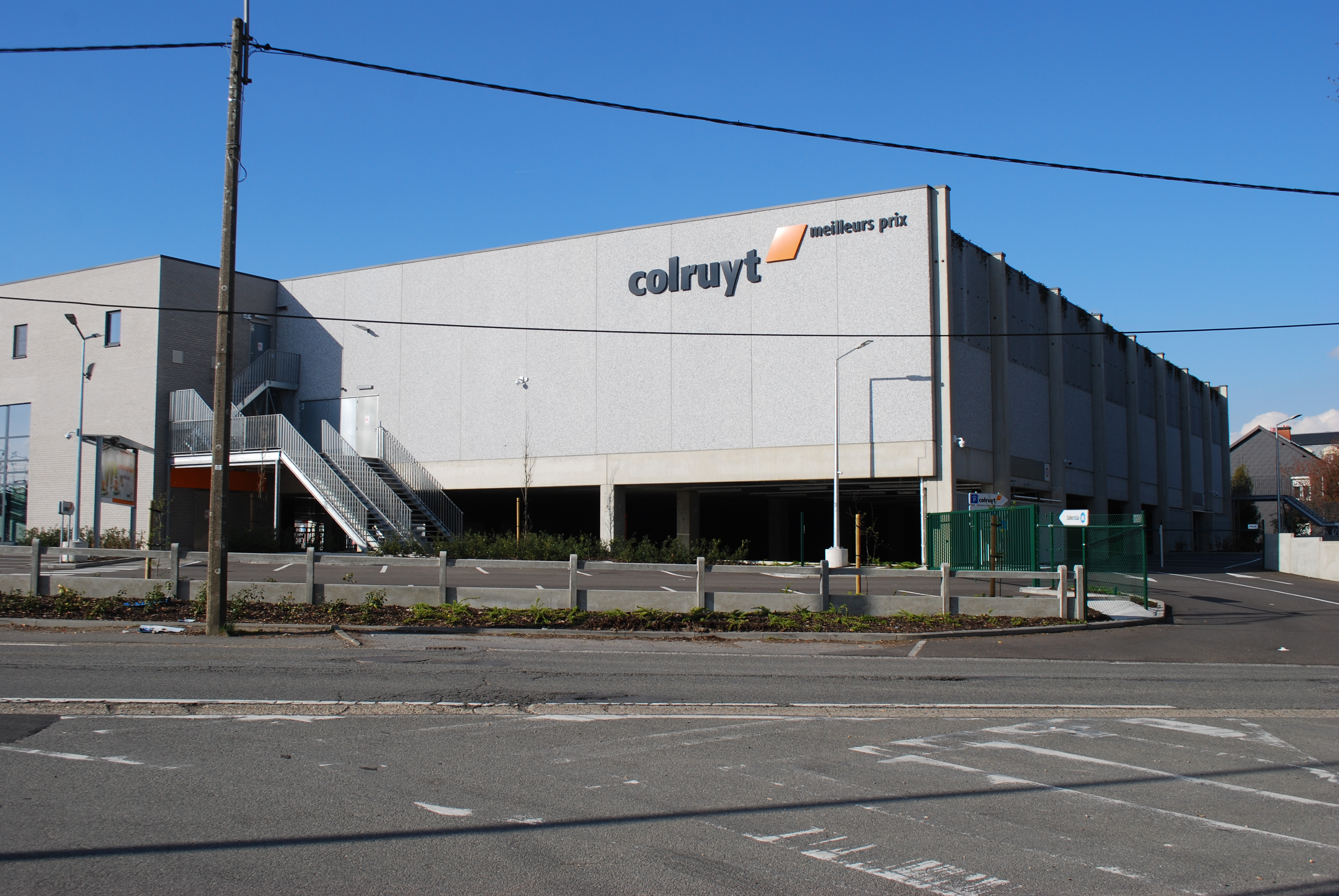
Supermarché Colruyt de Boncelles dans la province de Liège en Belgique.
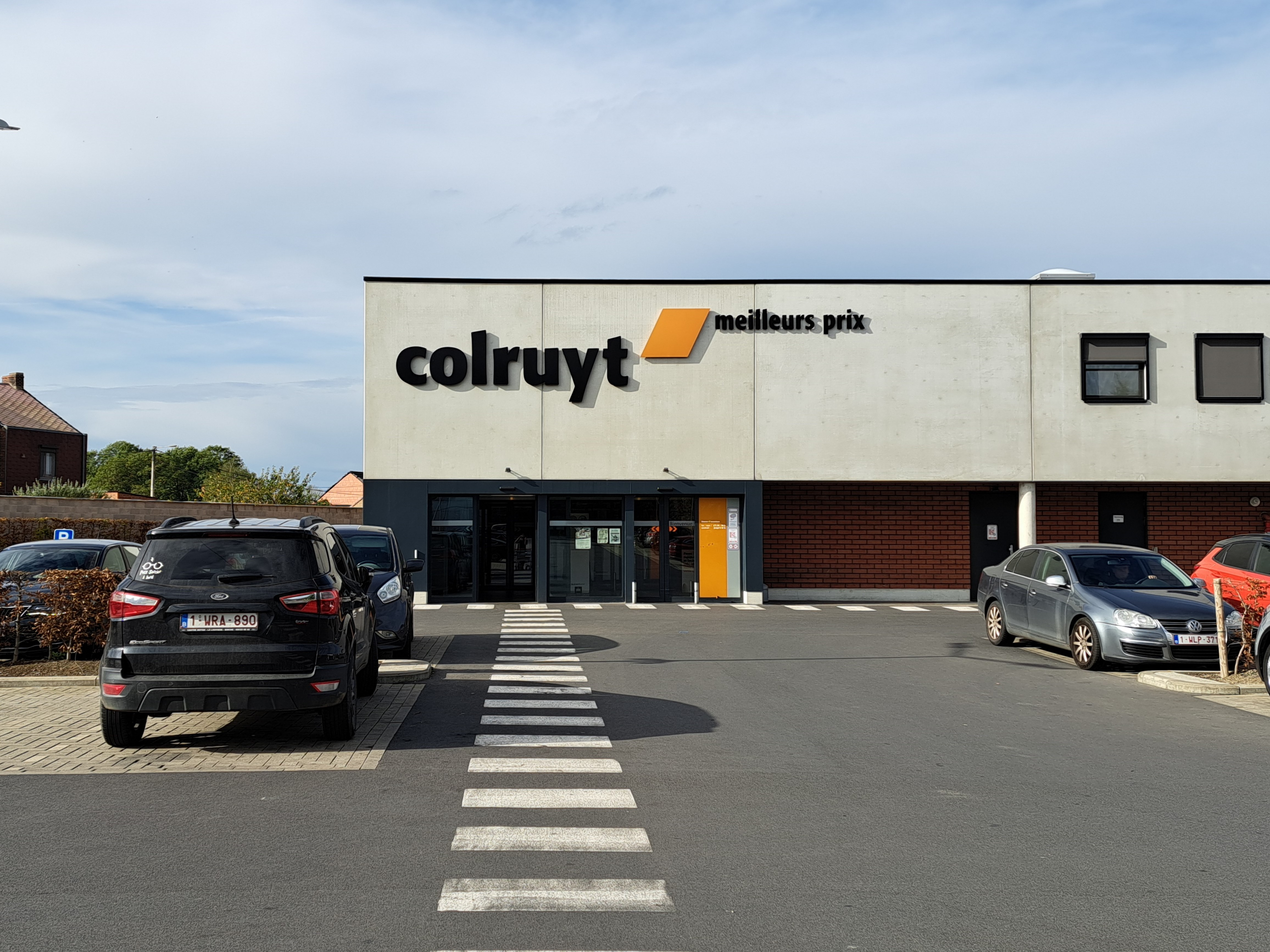
Supermarché Colruyt d'Épinois (Binche), dans la province du Hainaut.

### Colruyt en France
Les magasins Colruyt sont exploités sur le territoire français depuis 1997. Depuis le 1er janvier 2017, ils sont rattachés à Colruyt Retail France, une filiale du groupe belge Colruyt. La société est approvisionnée par la centrale d'achat Francap (marque de distributeur Belle France, les délices de belle France) à laquelle elle est affiliée, en plus de son affiliation à la centrale et aux marques de Colruyt,. Le premier supermarché français de la marque a été ouvert à Pontarlier en 1997 et le second à Bavans en 1998. 81 magasins sont rachetés par Les Mousquetaires en 2025,. 

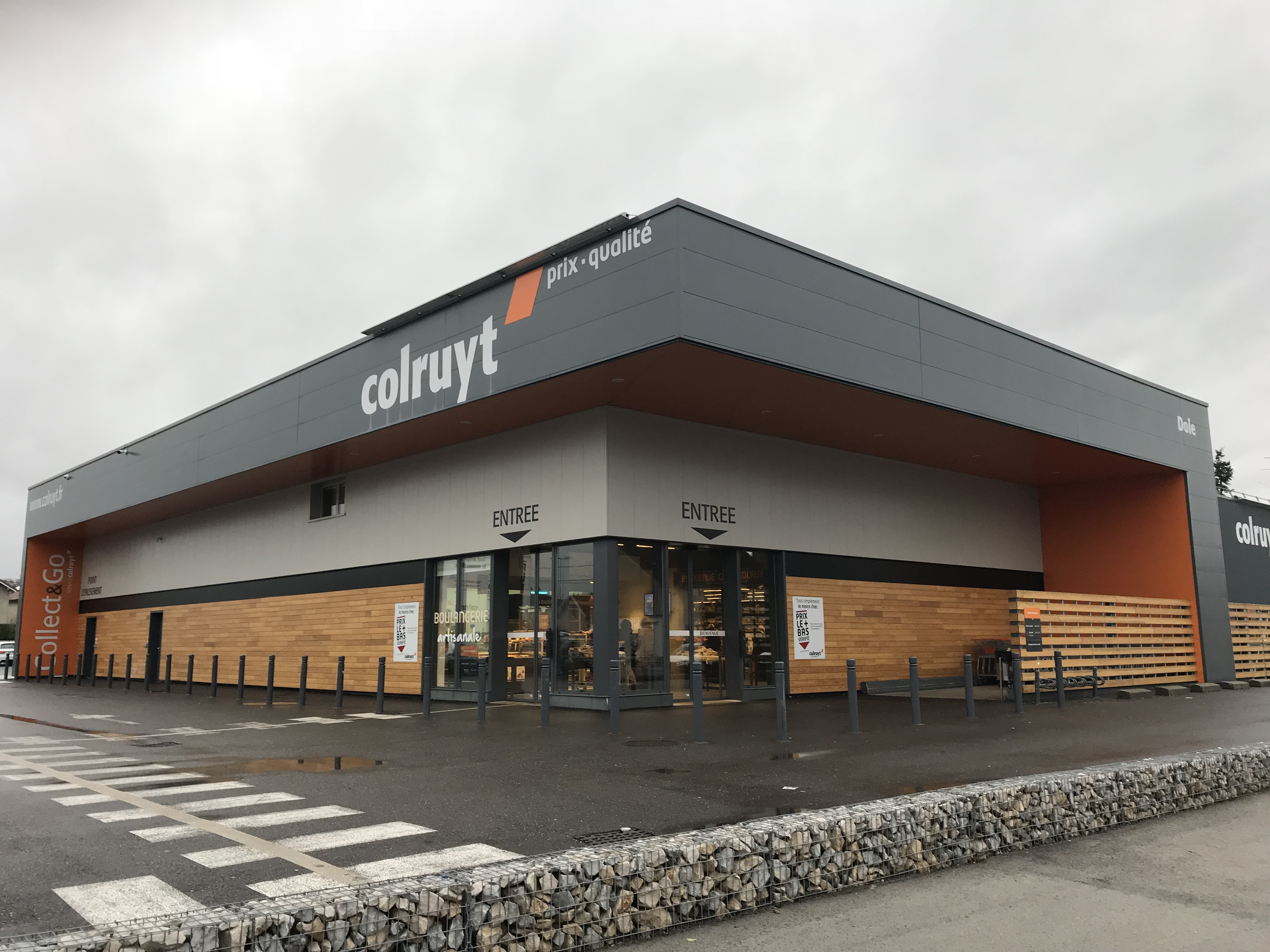
Magasin Colruyt de Dole en France.
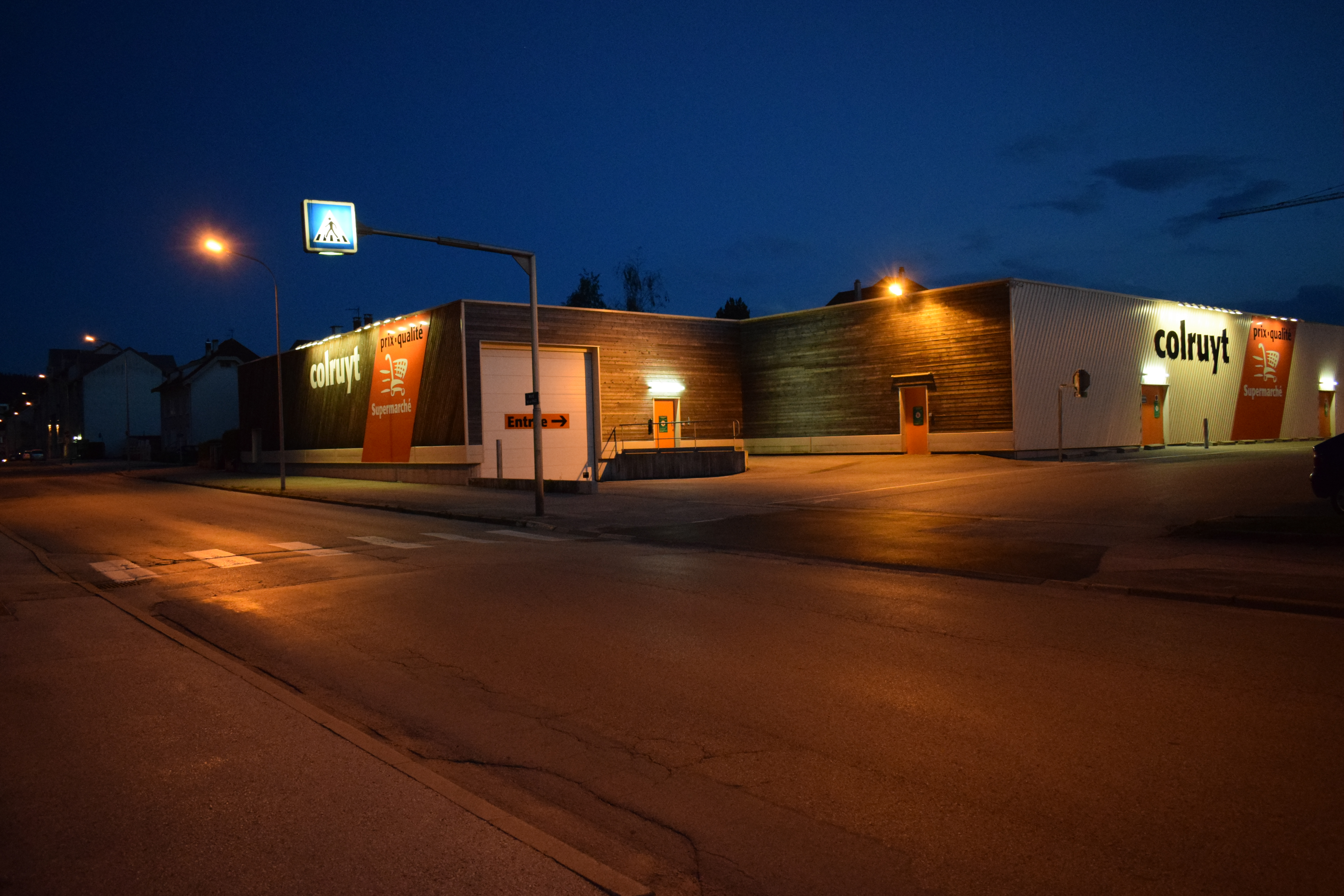
Magasin Colruyt de Pontarlier en France.
- Logo des magasins Colruyt en France.

### Cartes perforées
Colruyt est le premier magasin à recourir, dès 1965, à l'ordinateur aux caisses et aux cartes perforées dans les rayons et, en 1987, la première entreprise de distribution en Belgique à introduire le « full scanning », une application intégrale de la lecture optique des codes-barres.[réf. nécessaire]